# Cantón de Sainte-Menehould
El cantón de Sainte-Menehould era una división administrativa francesa, que estaba situada en el departamento de Marne y la región de Champaña-Ardenas.

## Composición
El cantón estaba formado por veintisiete comunas:
- Argers
- Braux-Sainte-Cohière
- Braux-Saint-Remy
- Châtrices
- Chaudefontaine
- Courtémont
- Dommartin-Dampierre
- Dommartin-sous-Hans
- Élise-Daucourt
- Florent-en-Argonne
- Gizaucourt
- Hans
- La Chapelle-Felcourt
- La Croix-en-Champagne
- La Neuville-au-Pont
- Laval-sur-Tourbe
- Maffrécourt
- Moiremont
- Passavant-en-Argonne
- Saint-Jean-sur-Tourbe
- Sainte-Menehould
- Somme-Bionne
- Somme-Tourbe
- Valmy
- Verrières
- Villers-en-Argonne
- Voilemont

## Supresión del cantón de Sainte-Menehould
En aplicación del Decreto n.º 2014-208 de 21 de febrero de 2014, el cantón de Sainte-Menehould fue suprimido el 22 de marzo de 2015 y sus 27 comunas pasaron a formar parte del nuevo cantón de Argonne, Suippe y Vesle.